# Клаудиньо (1997)
Кла́удио Луи́с Родри́гес Пари́зи Леоне́л (порт.-браз. Cláudio Luiz Rodrigues Parise Leonel; род. 28 января 1997, Сан-Висенти, Сан-Паулу), более известный как Клауди́ньо (порт.-браз. Claudinho) — бразильский футболист, атакующий полузащитник клуба «Аль-Садд». Победитель летних Олимпийских игр 2020 в Токио.

## Биография
Клаудиньо родился в Сан-Висенти, штат Сан-Паулу, и в 2003 году, в возрасте 6 лет, присоединился к молодёжной команде «Сантоса». В июле 2015 года, после впечатляющих выступлений за команду до 17 лет, он подписал профессиональный контракт с «Коринтиансом», первоначально получив место в команде до 20 лет.

### Карьера в Бразилии
Клаудиньо входил в состав команды, выигравшей в 2015 году Серию А, несмотря на то, что ни разу не играл и был лишь на скамейке запасных. 19 марта 2016 года в матче Лиги Паулиста против «Линенсе» он дебютировал за основной состав.
3 июня 2016 года Клаудиньо был отдан в аренду клубу «Брагантино» из Серии В на оставшуюся часть сезона. 12 июня в матче против «Пайсанду» он дебютировал в бразильской Серии B. Он провёл 18 матчей, так как клуб вылетел.
В начале 2017 года Клаудиньо был арендован клубом «Санту-Андре». 4 февраля в матче против «Итуано» он дебютировал за новую команду. 12 февраля в поединке против «Коринтианс» забил свой первый гол за «Санту-Андре».
18 мая 2017 года Клаудиньо подписал контракт с «Понте-Прета» на два с половиной года, при этом клуб приобрёл 50 % его федеративных прав. 28 мая в матче против «Атлетико Минейро» (2:2) он дебютировал в бразильской Серии A.
9 января 2018 года Клаудиньо был арендован клубом «Ред Булл Бразил». 21 января в матче против своего бывшего клуба «Санту-Андре» он дебютировал за новую команду. 3 февраля в поединке против «Ред Булл Брагантино» Клаудиньо забил свой первый гол за «Ред Булл Бразил». В том же году он был арендован «Оэсте». 21 апреля в матче против «Жувентуде» Клаудиньо дебютировал за новый клуб. В начале 2019 года он вновь был арендован «Ред Булл Бразил».
24 апреля 2019 года после слияния «Ред Булл Бразил» с «Брагантино» и создания «Ред Булл Брагантино», аренда Клаудиньо была продлена до конца 2020 года. 22 мая в матче против «Фигейренсе» он забил свой первый гол за клуб. 5 октября в поединке против «Сан-Бенту» Клаудиньо сделал хет-трик. В том же году он помог клубу выйти в элиту. В сентябре «РБ Брагантино» выкупил 50 % его федеративных прав, принадлежащих «Понте-Прета», и подписал контракт до 2023 года. В 2020 году Клаудиньо с 18 голами стал лучшим бомбардиром чемпионата.

### «Зенит»
7 августа 2021 года российский «Зенит» объявил о переходе Клаудиньо. Соглашение с футболистом рассчитано на пять лет. Сумма трансфера составила 12 миллионов евро.
В сентябре 2021 года стало известно, что ФИФА дисквалифицировала бразильца на 5 дней из-за того, что его не отпустили на матчи Бразилии в рамках отборочного турнира чемпионата мира-2022.
19 сентября 2022 года «Зенит» подтвердил информацию о том, что Клаудиньо хочет получить российское гражданство. 24 февраля 2023 года указом президента России Владимира Путина российское гражданство было предоставлено двум бразильским футболистам «Зенита» Клаудиньо и Малкому.
23 августа 2024 года продлил контракт с «Зенитом» до конца сезона 2027/28, с возможностью продления ещё на один сезон.

### «Аль-Садд»
22 января 2025 года стал игроком катарского клуба «Аль-Садд», подписав контракт до 2029 года.

### Карьера в сборной
В 2021 году Клаудиньо в составе олимпийской сборной Бразилии стал победителем летних Олимпийских игр 2020 в Токио. На турнире он сыграл в матчах против команд Германии, Кот-д’Ивуара, Саудовской Аравии, Египта, Мексики и Испании.
13 августа 2021 года впервые был вызван в основную сборную Бразилии для участия в отборочных матчах чемпионата мира, запланированных в сентябре.

## Достижения

### Командные
«Коринтианс»
- Чемпион Бразилии: 2015

«Ред Булл Брагантино»
- Чемпион Серии B Бразилии: 2019

«Зенит»
- Чемпион России (3): 2021/22, 2022/23, 2023/24
- Обладатель Кубка России: 2023/24
- Обладатель Суперкубка России (3): 2022, 2023, 2024

«Аль-Садд»
- Чемпион Катара: 2024/25

Сборная Бразилии
- Олимпийский чемпион: 2020

### Индивидуальные
- Лучший бомбардир бразильской Серии A (18 голов) — 2020
- Обладатель Золотого мяча (Бразилия) — 2020
- Лучший футболист чемпионата по версии «Спорт-Экспресса»: 2022
- В списке 33 лучших футболистов чемпионата России (3): № 1 — 2 раза: 2021/2022, 2022/2023; № 2 — 1 раз: 2023/2024